# الأثر البيئي للزراعة

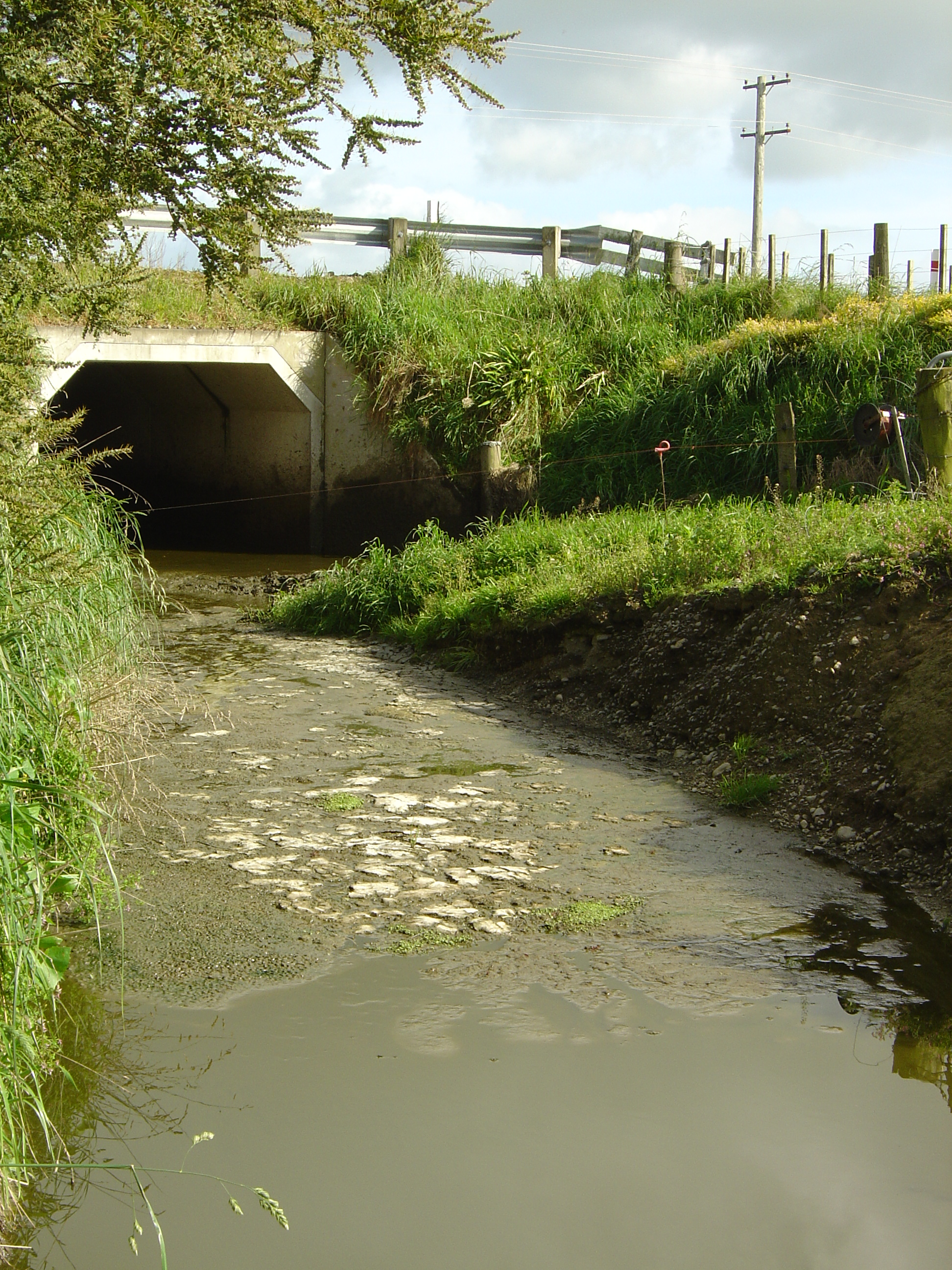

الأثر البيئي للزراعة هو تأثير الأساليب الزراعية المختلفة على الأنظمة البيئية المحيطة بها، وكيفية تعقب تلك الآثار إلى تلك الأساليب. يتباين الأثر الزراعي بناءً على التنوع الكبير في الأساليب الزراعية المستخدمة حول العالم. ونتيجة لذلك، يعتمد الأثر البيئي على أساليب إنتاج النظام الذي يستخدمه المزارعون. تُعتبر الصلة بين الانبعاثات في البيئة والنظام الزراعي غير مباشرة، لاعتمادها أيضًا على متغيرات مناخية أخرى كهطول المطر ودرجة الحرارة.
يوجد نوعان من مؤشرات الأثر البيئي: «القائم على الوسائل»، وهو الذي يرتكز على وسائل المزارعين للإنتاج، و«القائم على الآثار»، وهو الأثر الذي تمتلكه الأساليب الزراعية على النظام الزراعي أو على الانبعاثات في البيئة. تُعتبر جودة المياه الجوفية مؤشرًا قائمًا على الوسائل، والذي يتأثر بمقدار النيتروجين المُستعمل في التربة. ويُعتبر المؤشر الذي يعكس فقدان النترات في المياه الجوفية قائمًا على الآثار. يتناول التقييم المستند على الوسائل الأساليب الزراعية للمزارعين، بينما يبحث التقييم المستند على الآثار في الآثار الفعلية للأنظمة الزراعية. على سبيل المثال، قد تتناول التحليلات القائمة على الوسائل الطرق التي يستخدمها المزارعون في إبادة الحشرات والتسميد، في حين تبحث التحليلات القائمة على الآثار في مقدار انبعاث ثاني أكسيد الكربون المنبعث أو محتوى التربة من النيتروجين.
ينطوي الأثر البيئي على مجموعة من العوامل من التربة إلى الماء، والهواء، وتنوع التربة والحيوانات والأشخاص والنباتات والغذاء بحد ذاته. ومن القضايا البيئية المرتبطة بالزراعة: التغير المناخي، واجتثاث الأشجار، والهندسة الوراثية، ومشاكل الري، والملوثات، وتآكل التربة، والمخلفات.

## السلبيات

### التغير المناخي
يُعتبر التغير المناخي والزراعة عمليتين مترابطتين، ويحدث كلاهما على الصعيد العالمي. من المتوقع أن يكون للاحتباس الحراري آثار كبيرة على الظروف التي تمس الزراعة، ومن ضمنها درجة الحرارة والهطول والانجراف الجليدي. تحدد تلك الظروف القدرة الاستيعابية للمحيط الحيوي على إنتاج الغذاء الكافي للتعداد البشري والحيوانات الأليفة. وقد يكون لنسب ثنائي أكسيد الكربون المرتفعة آثار ضارة ونافعة على المحاصيل الزراعية. وقد يساعد تقييم آثار التغيرات المناخية في تنبؤ الزراعة والتكيف معها بطريقة ملائمة لتحقيق أكبر قدر ممكن من الإنتاج الزراعي. رغم أن تأثير التغير المناخي على الإنتاج الزراعي غير مؤكد فإنه من المحتمل أن يحول مناطق الزرع الملائمة إلى محاصيل معينة. سيشمل التكيف مع التحول الجغرافي تكاليف اقتصادية باهظة وآثار اجتماعية ملحوظة.
في نفس الوقت، تبين أن الزراعة تسفر عن آثار ملموسة في التغير المناخي، وبصفة رئيسية عبر إنتاج الغازات الدفيئة وانبعاثها كثاني أكسيد الكربون والميثان وأكسيد النيتروس. بالإضافة لذلك، تؤدي الزراعة التي تمارس الحراثة والتسميد واستخدام مبيدات الآفات إلى انبعاث الأمونيا والنترات والفسفور، فضلًا عن العديد من المبيدات الحشرية التي تؤثر على الهواء والماء وجودة التربة والتنوع الحيوي. تغير الزراعة أيضًا الغطاء الأرضي لليابسة، والذي يمكن أن يغير قدرته على امتصاص الحرارة والضوء أو عكسهما، وبالتالي فإنه يساهم في التأثير الإشعاعي. يُعتبر تغير استخدام الأرض كاجتثاث الأشجار والتصحر إضافةً للوقود الأحفوري مصادر بشرية المنشأ لثاني أكسيد الكربون⸵ إذ أن الزراعة بحد ذاتها مساهم رئيسي في زيادة تركيز الميثان وأكسيد النيتروس في الغلاف الجوي.

### اجتثاث الأشجار
اجتثاث الأشجار هو إزالة غابات الأرض على نطاق واسع في العالم، ما يؤدي إلى أضرار تلحق بالأرض. تُعتبر إزالة الأراضي من أجل المراعي أو المحاصيل أحد أسباب اجتثاث الاشجار. وفقًا لاختصاصي البيئة البريطاني نورمان مايرز، فإن نسبة 5% من عمليات اجتثاث الأشجار تُعزى لتربية المواشي، و19% لقطع الأشجار الكثيف، و22% لقطاع مزارع زيت النخيل، و54% للزراعة القائمة على القطع والحرق.
يؤدي اجتثاث الأشجار إلى فقدان هائل لملايين الفصائل، ويُعتبر حافزًا للتغير المناخي. تعمل الأشجار كمصارف للكربون، إذ تمتص ثنائي أكسيد الكربون وأي من الغازات الدفيئة غير المرغوب بها من الغلاف الجوي. تؤدي إزالة الأشجار إلى إطلاق ثاني أكسيد الكربون إلى الغلاف الجوي تاركةً وراءها عددًا أقل من الأشجار لامتصاص المقدار المتزايد من ثنائي أكسيد الكربون في الهواء. وبهذه الطريقة، يفاقم اجتثاث الأشجار حدة التغير المناخي. عندما تُزال الأشجار من الغابات، يغلب أن تجف الأتربة بسبب عدم توافر الظل، وعدم وجود أشجار كافية للمساعدة في دورة الماء عبر إعادة بخار الماء إلى البيئة. دون الأشجار، من المحتمل أن تتحول المناظر الطبيعية التي كانت غابات ذات يوم إلى صحارٍ قاحلة. وتسفر إزالة الأشجار عن تقلبات شديدة في درجات الحرارة.
في عام 2000، وجدت منظمة الأغذية والزراعة التابعة للأمم المتحدة أن «دور الديناميات السكانية في الأوضاع المحلية قد يتغير من كونه أمر ذو أهمية إلى مُهمل،» وأن اجتثاث الأشجار يمكن أن ينجم عن «مزيج من الضغط السكاني و ركود الظروف الاقتصادية والاجتماعية والتقنية.»

### الري
قد يسفر يؤدي الري عن عدد من المشاكل:
من ضمن بعض تلك المشاكل نضوب طبقات المياه الجوفية في باطن الأرض بفعل السحب الزائد. يمكن أن تكون التربة مفرطة الري بسبب سوء تجانس التوزيع أو إدارة المياه المستعملة والمواد الكيميائية، ويمكن أن تؤدي إلى تلوث المياه. وقد يسبب الري المفرط إلى تصريف شديد من مناسيب المياه الجوفية المرتفعة والذي يمكن أن يسفر عن مشاكل في نسبة ملوحة الري، ما يتطلب حفظ للمياه الجوفية باستخدام نموذج من الصرف في طبقة الأراضي تحت السطحية. ومع ذلك، إذا كانت التربة قليلة الري، فإنها تؤدي إلى سوء التحكم في ملوحة التربة والذي يؤدي بدوره إلى زيادة في ملوحة التربة وبالتالي إلى تراكم للأملاح السامة على سطح التربة في المناطق ذات معدلات التبخر العالية. يتطلب ذلك إما الرشح لإزالة هذه الأملاح وطريقة لتصريف المياه لحمل الأملاح بعيدًا. قد يؤدي تصريف المياه المالحة أو التي تحتوي على نسب عالية من الصوديوم إلى تدمير بنية التربة وذلك بسبب طبيعة التربة القلوية.

### الملوثات
تُعد مبيدات الآفات الاصطناعية مثل الملاثيون والدايمثوات والديكوفول والكونفيدور من الطرق الأكثر انتشارًا لمكافحة الآفات في الزراعة. من الممكن أن تتسرب المبيدات الحشرية إلى التربة وتدخل المياه الجوفية، إضافةً إلى استقرارها في المنتجات الغذائية، ما يؤدي إلى حالات وفاة بين البشر والأحياء البرية غير المستهدفة. تُستخدم مجموعة كبيرة من الكيماويات الزراعية، ويُصبح بعضها ملوثًا بسبب الاستخدام أو إساءته أو الجهل. يمكن أن تنجرف تآكلات الطبقة السطحية من التربة من المزارع إلى مناطق أخرى، والتي قد تحتوي على مواد كيميائية كمبيدات الأعشاب والحشرات. ويمكن العثور على المبيدات الحشرية في الجداول والمياه الجوفية. الأترازين هو مبيد لمكافحة الأعشاب الضارة التي تنمو وسط المحاصيل. ويمكن لمبيدات الأعشاب تلك أن تخل بإنتاج الغدد الصماء والذي من شأنه أن يسبب مشاكلًا في التكاثر لدى الثديات والبرمائيات والأسماك المتعرضة للمبيدات. تمتلك الملوثات الزراعية تأثيرًا كبيرًا على جودة المياه. تؤثر محاليل التلوث الزراعي غير محدد المصدر على البحيرات والأنهار والمناطق الرطبة ومصبات الأنهار والمياه الجوفية. ينجم التلوث الزراعي غير محدد المصدر عن الإدارة الضعيفة لعمليات تغذية الحيوانات، والرعي الجائر، والحراثة، والتسميد، والاستعمال الخاطئ أو المفرط أو ذو التوقيت السيء لمبيدات الآفات. تتضمن الملوثات الناجمة عن الزراعة الرواسب، والعناصر الغذائية، ومسببات الأمراض، ومبيدات الآفات، والمعادن، والأملاح. ويمكن أن تسبب المواشي أيضًا دخول الملوثات في البيئة. تشق البكتيريا ومسببات الأمراض في الأسمدة الطبيعية طريقها إلى الجداول والمياه الجوفية في حال سوء إدارة الرعي وتخزين السماد في البرك واستخدامه في الحقول.  
يُدرج أدناه مشاكل إضافية معينة قد تنشأ بانبعاث الملوثات الناجمة عن الزراعة:
- انجراف المبيدات الحشرية:
  - تلوث التربة
  - انجراف رذاذ تلوث الهواء
- مبيدات الآفات، خاصة القائمة على العضوية الكلورية
- بقايا مبيدات الآفات في الأغذية
- سمية مبيدات الآفات للنحل:
  - قائمة نباتات المحاصيل الملقحة بالنحل
  - إدارة التلقيح
- المعالجة الحيوية

### تآكل التربة
تآكل التربة هو تدهور جودة التربة الذي يمكن أن ينجم بفعل العديد من العوامل، خاصة الناجمة عن الزراعة. تمتلك التربة أغلب التنوعات الحيوية في العالم، وتكون الأتربة الصحية ضرورية لإنتاج الغذاء والإمدادات الكافية من الماء. من السمات الشائعة لتآكل التربة: التمليح، والتشبع بالمياه، والتلبد، والتلوث الناتج عن مبيدات الآفات، وانخفاض في جودة بنية التربة، وفقدان الخصوبة، والتغيرات في درجة حموضة التربة وقلويتها ونسبة ملوحتها، والتعرية. تعرية التربة هو تآكل التربة السطحية بفعل الماء أو الرياح أو الأنشطة الزراعية. تكون التربة السطحية خصبة جدًا، ما يجعلها ذات قيمة لدى محاصيل المزارعين الزراعية. يمتلك تآكل التربة تأثيرًا كبيرًا على التدهور الحيوي، مما يؤثر على المجتمع الميكروبي للتربة ويؤدي إلى تغيير تدوير المغذيات ومكافحة الآفات والأمراض وخصائص التحولات الكيميائية للتربة.

### المخلفات
الزراعة البلاستيكية هي استخدام أوقية البلاستيك في الزراعة. يستخدم المزارعون الملاءات البلاستيكية كواقي لتغطية 50-70% من التربة والسماح لهم باستخدام أنظمة الري بالتنقيط للحصول على تحكم أفضل بمغذيات التربة ورطوبتها. لا يُعتبر المطر ضروريًا في هذا النظام، وتُبنى المزارع التي تستخدم الزراعة البلاستيكية لتحفيز الجريان السطحي للمطر. يسمح استخدام مبيدات الآفات في الزراعة البلاستيكية بانتقالها بسهولة أثناء الجريان السطحي نحو الأراضي الرطبة وجداول المد والجزر. يمكن ان يسبب الجريان السطحي لمبيدات الآفات والمواد الكيميائية في البلاستيك تشوهات خطيرة لأن الجريان السطحي يحمل المواد الكيميائية نحو المحيطات.
بالإضافة إلى الجريان السطحي المتزايد والذي ينتج عن الزراعة البلاستيكية، تبرز أيضًا مشكلة مقدار المخلفات المتزايد الناتج عن الوقاء البلاستيكي نفسه. إذ يتجاوز استخدام أوقية البلاستيك لمحاصيل الخضروات وثمار الفراولة وغيرها من المحاصيل البستانية 110 مليون رطلًا سنويًا في الولايات المتحدة. وينتهي المطاف بأغلب البلاستيك في المكبات، رغم وجود خيارات إتلاف أخرى كإعداد الأوقية في التربة، والدفن في الموقع، والتخزين في الموقع، وإعادة الاستخدام، وإعادة التدوير، والحرق. يتسم خياري الحرق وإعادة التدوير بالتعقيد بسبب التنوع في أصناف البلاستيك المستخدمة في التشتت الجغرافي للبلاستيك. يحتوي البلاستيك أيضًا على مثبتات وأصباغ بالإضافة لمعادن ثقيلة، والتي تحد من عدد المنتجات التي يمكن إعادة تدويرها. تُجرى الأبحاث باستمرار لصنع أوقية قابلة للتحلل البيولوجي أو الضوئي. بينما حُقق نجاح قليل في ذلك، يوجد هناك أيضًا عقبة حول الوقت الذي يستغرقه البلاستيك للتحلل، كما في العديد من المنتجات القابلة للتحلل البيولوجي التي تستغرق وقتًا في التحلل.